# Selma Blair
Selma Blair Beitner (n. 23 iunie 1972, Southfield⁠(d), Michigan, SUA) este o actriță americană, cunoscută pentru Tentația seducției, Blonda de la drept și Mama mea are un nou iubit.

## Biografie
Selma Blair Beitner s-a născut la 23 iunie 1972, în suburbia Southfield din Detroit, Michigan, fiind cea mai mică dintre cele patru fiice ale lui Molly Ann (născută Cooke) și Elliot I. Beitner. Bunicul ei matern a fost fondatorul Penn Fruit, iar ea și-a petrecut o mare parte din copilărie în Philadelphia. Ambii părinți au fost avocați; tatăl ei a fost arbitru de muncă și a fost activ în Partidul Democrat din Statele Unite ale Americii până la moartea sa în 2012; mama ei a murit în 2020. Părinții mama ei a murit în 2020. Părinții ei au divorțat când Blair avea 23 de ani. Selma și sora ei Elizabeth și-au schimbat oficial numele de familie sale, Blair a scris că, în urma unui efort concertat din partea prietenei tatălui ei de a-i deraia cariera, nu a vorbit cu tatăl ei timp de 12 ani.
Tatăl și bunicul matern al lui Blair erau evrei; bunica ei maternă scoțiană și mama ei erau anglicane, dar Selma și surorile ei au avut o educație evreiască, iar Selma s-a convertit oficial la iudaism în clasa a doua; numele ei ebraic este "Bat-Sheva". Blair a urmat Hillel Day School⁠(d) în Farmington Hills și Cranbrook Kingswood⁠(d) în Bloomfield Hills, Michigan. Apoi a studiat doi ani (1990-1992) fotografia la Kalamazoo College⁠(d).
La vârsta de 21 de ani, Blair s-a mutat la New York, unde a locuit la Armata Salvării. Intenționând să devină fotograf, a urmat cursurile New York University (NYU) și cursuri de actorie la Stella Adler Conservatory, Column Theater și Stonestreet Studios. S-a întors în Michigan, s-a transferat de la NYU la Universitatea din Michigan și, în 1994, a absolvit magna cum laude cu o triplă specializare în fotografie, psihologie și engleză. S-a întors apoi la New York pentru a urma o carieră în artă.

## Carieră
În 1990, în timpul studenției de la Cranbrook Kingswood, Blair a fost implicată într-o producție a piesei lui T.S. Eliot, Murder in the Cathedral⁠(d). A considerat-o un eșec, dar profesorul ei de engleză i-a spus să nu renunțe; aceea a fost prima dată când s-a gândit că ar putea fi actriță. În 1993, în New York, un agent a descoperit-o la un curs de actorie și Blair a semnat cu ea. După 75 de audiții, Blair a obținut prima ei slujbă în publicitate, o reclamă TV pentru Teatrul din Virginia.
Blair a obținut primul ei rol profesional într-un episod din 1995 al sitcomului pentru copii The Adventures of Pete & Pete⁠(d). În 1996, ea a obținut primul său rol în lungmetraj în comedia The Broccoli Theory. Blair și-a făcut apariția în 1999 în drama Tentația seducției. Filmul a primit recenzii mixte, Variety considerând-o pe "nou-venita" Blair "prea largă" și "exagerând cu stângăcia rolului". Filmul a avut încasări de 75,9 milioane de dolari la nivel internațional și i-a adus lui Blair o nominalizare la Premiile MTV Movie & TV pentru cea mai bună interpretare și o victorie pentru "cel mai bun sărut", împărțită cu coprezentatoarea Sarah Michelle Gellar. Tentația seducției a dezvoltat de atunci un cult. 
În 1999, ea a apărut în Seventeen, iar în anii următori, în Vanity Fair, Marie Claire, Vogue, Glamour, Rolling Stone, The Lab Magazine, Interview, Dazed & Confused, Hunger și Elle.
Blair a jucat în comedia de succes Blonda de la drept din 2001, interpretând o studentă la drept pretențioasă și snoabă; The Hollywood Reporter a considerat-o o "prezență puternică" în rolul ei.
În 2004, Blair a preluat rolul lui Liz Sherman, un supererou pirokinetic deprimat, în superproducția fantastică Hellboy: Eroul scăpat din infern a lui Guillermo del Toro, filmul a fost primit favorabil de critici; The New York Times a remarcat: "Ochii pleoștiți ai lui Blair par să fie la jumătatea catargului dintr-o minunată fantezie lascivă. Cu carnalitatea ei somnoroasă și sincronizarea uscată și ezitantă, ea este un suport superb pentru bravura simplă a d-lui Perlman".
În 2008, ea și-a reluat rolul Liz Sherman în Hellboy și Armata de Aur, unde personajul ei a avut un rol mai important decât predecesorul său.
În 2018, Blair a fost distribuită într-un rol recurent în serialul de dramă științifico-fantastică de pe Netflix Semne de viață; acesta a fost difuzat din 2019 până în 2021 înainte de a fi anulat. În septembrie 2022, Blair a devenit concurentă în sezonul 31 al emisiunii Dancing with the Stars⁠(d), dar a părăsit competiția în a cincea săptămână din cauza deteriorării stării sale de sănătate.

## Viață personală
Pe 24 ianuarie 2004, Blair s-a căsătorit cu scriitorul și producătorul Ahmet Zappa⁠(d) la conacul lui Carrie Fisher din Beverly Hills, California. Au locuit în Los Angeles într-o casă din anii 1920 pe care au cumpărat-o cu 1,35 milioane de dolari. Ea a intentat divorț de Zappa pe 21 iunie 2006, invocând "diferențe ireconciliabile". Divorțul a devenit definitiv în decembrie 2006.
În 2010, Blair a început să se întâlnească cu creatorul de modă Jason Bleick; ei au un fiu, Arthur Saint Bleick. În septembrie 2012, ei au anunțat că s-au despărțit.
În octombrie 2018, Blair a dezvăluit că a fost diagnosticată cu scleroză multiplă în luna august a aceluiași an. Într-un interviu din 2023 acordat revistei British Vogue, Blair a declarat că simptomele au început să se manifeste de când era copil și că SM nediagnosticată i-a provocat leziuni cerebrale. Pe măsură ce boala s-a agravat, ea a fost supusă unui tratament medicamentos intensiv, a dezvoltat o dependență de alcool și a încercat să se sinucidă. Ea a fost inspirată să dezvăluie vestea ca o modalitate de a-i mulțumi Allisei Swanson, designerul ei de costume care a devenit "îmbrăcătoarea" ei neoficială pentru rolul ei din serialul Semne de viață, spunând că Swanson "îmi pune picioarele în pantaloni, îmi trage bluzele pe cap și îmi încheie paltoanele". Blair a scris despre experiențele sale cu scleroza multiplă în memoriile sale, "'Mean Baby: A Memoir of Growing Up, care a fost publicată în mai 2022.
În iunie 2022, Blair a devenit director de creație al Guide Beauty, o companie care creează produse cosmetice pentru cei cu probleme de mobilitate. În decembrie 2022, a fost aleasă ca una dintre cele 100 de femei ale BBC.

## Filmografie

### Filme
| An   | Titlu                             | Rol                              | Note              |
| ---- | --------------------------------- | -------------------------------- | ----------------- |
| 1996 | The Broccoli Theory               | Pretzel cart lesbian             |                   |
| 1996 | Brain Candy                       | fata de la concertul rock        |                   |
| 1997 | Strong Island Boys                | Tara                             |                   |
| 1997 | Gone Again                        | Ayla                             | film scurt        |
| 1997 | Arresting Gena                    | femeia drogată                   |                   |
| 1997 | In & Out                          | verișoara Linda                  |                   |
| 1998 | Brown's Requiem                   | Jane                             |                   |
| 1998 | Girl                              | Darcy                            |                   |
| 1998 | Can't Hardly Wait                 | Girl Mike hits on No. 1          |                   |
| 1999 | Tentația seducției                | Cecile Caldwell                  |                   |
| 2000 | Down to You                       | Cyrus                            |                   |
| 2001 | Storytelling                      | Vi                               | Segment "Fiction" |
| 2001 | Blonda de la drept                | Vivian Thelma Kensington         |                   |
| 2001 | Kill Me Later                     | Shawn Holloway                   |                   |
| 2002 | Highway                           | Cassie                           |                   |
| 2002 | The Sweetest Thing                | Jane Burns                       |                   |
| 2003 | A Guy Thing                       | Karen Cooper                     |                   |
| 2003 | Dallas 362                        | Peg                              |                   |
| 2004 | Hellboy - Eroul scăpat din infern | Liz Sherman                      |                   |
| 2004 | A Dirty Shame                     | Caprice Stickles / Ursula Udders |                   |
| 2004 | In Good Company                   | Kimberly                         |                   |
| 2005 | Pretty Persuasion                 | Grace Anderson                   |                   |
| 2005 | The Deal                          | Abbey Gallagher                  |                   |
| 2005 | The Fog                           | Stevie Wayne                     |                   |
| 2005 | The Big Empty                     | Alice                            | Short film        |
| 2006 | The Alibi                         | Adelle                           |                   |
| 2006 | The Night of the White Pants      | Beth Hagan                       |                   |
| 2006 | Hellboy: Sword of Storms          | Liz Sherman (voce)               |                   |
| 2007 | Hellboy: Blood and Iron           | Liz Sherman (voce)               |                   |
| 2007 | Purple Violets                    | Patti Petalson                   |                   |
| 2007 | WΔZ                               | Jean Lerner                      |                   |
| 2007 | Feast of Love                     | Kathryn Smith                    |                   |
| 2008 | Mama mea are un nou iubit         | Emily Lott                       |                   |
| 2008 | The Poker House                   | Sarah                            |                   |
| 2008 | Hellboy și Armata de Aur          | Liz Sherman                      |                   |
| 2011 | The Family Tree                   | Ms. Delbo                        |                   |
| 2011 | Animal Love                       | Sorrel                           | film scurt        |
| 2011 | The Break-In                      | Beverly                          | film scurt        |
| 2011 | Dark Horse                        | Miranda                          |                   |
| 2011 | Kingdom Come                      | ea însăși                        | documentar        |
| 2012 | Columbus Circle                   | Abigail Clayton                  |                   |
| 2012 | In Their Skin                     | Mary Hughes                      |                   |
| 2015 | Sex, Death and Bowling            | Glenn McAllister                 |                   |
| 2016 | Eva Hesse                         | Eva Hesse (voce)                 | documentar        |
| 2016 | Ordinary World                    | Karen Miller                     |                   |
| 2016 | Mamele și fiicele                 | Rigby                            |                   |
| 2017 | Mama și tata                      | Kendall Ryan                     |                   |
| 2019 | After                             | Carol Young                      |                   |
| 2020 | After We Collided                 | Carol Young                      |                   |
| 2020 | A Dark Foe                        | Doris Baxter                     |                   |
| 2021 | Introducing, Selma Blair          | ea însăși                        | documentar        |
| 2021 | Far More                          | Glenn McAllister                 |                   |

### Televiziune
| An        | Titlu                                             | Rol                    | Note                                                   |
| --------- | ------------------------------------------------- | ---------------------- | ------------------------------------------------------ |
| 1995      | The Adventures of Pete & Pete                     | Penelope Ghiruto       | Episodul: "Das Bus"                                    |
| 1996      | The Dana Carvey Show                              |                        | Episodul: "The Szechuan Dynasty"                       |
| 1997      | Amazon High                                       | Cyane                  |                                                        |
| 1997      | Soldier of Fortune, Inc.                          | Tish August            | Episodul: "La Mano Negra"                              |
| 1998      | Getting Personal                                  | Receptionist           |                                                        |
| 1998      | Promised Land                                     | Carla Braver           | Episodul: "Designated Driver"                          |
| 1998      | No Laughing Matter                                | Lauren Winslow         |                                                        |
| 1999–2000 | Zoe, Duncan, Jack and Jane                        | Zoe Bean               |                                                        |
| 2000      | Xena: Prințesa războinică                         | Cyane                  | Episodul: "Lifeblood"                                  |
| 2002      | Prietenii                                         | Wendy                  | Episodul: "The One with Christmas in Tulsa"            |
| 2003      | Coast to Coast                                    | Stacey Pierce          |                                                        |
| 2004      | DeMarco Affairs                                   | Kate DeMarco           |                                                        |
| 2008–2009 | Kath & Kim                                        | Kim                    |                                                        |
| 2010      | Tommy's Little Girl                               | asasina                |                                                        |
| 2010      | Web Therapy                                       | Tammy Hines            | 3 episoade                                             |
| 2011      | Portlandia                                        | Frannie Walker         | Episodul: "Blunderbuss"                                |
| 2012–2013 | Anger Management                                  | Kate Wales             |                                                        |
| 2012      | Web Therapy                                       | Tammy Hines            | 2 episoade                                             |
| 2012      | Slideshow of Wieners: A Love Story                | Becca                  | scurt                                                  |
| 2013      | Out There                                         | Destiny / Larry (voci) | 2 episoade                                             |
| 2013      | Comedy Bang! Bang!                                | Cyber girl             | Episodul: "Andy Samberg Wears a Plaid Shirt & Glasses" |
| 2014      | Really                                            | Joanna                 |                                                        |
| 2016      | The People v. O. J. Simpson: American Crime Story | Kris Jenner            | 3 episoade                                             |
| 2016      | Bookaboo                                          | ea însăși              |                                                        |
| 2018–2019 | LLost in Space                                    | Jessica Harris         | 3 episoads                                             |
| 2018      | Heathers                                          | Jade Duke              | 4 episoade                                             |
| 2019      | Semne de viață                                    | Harper Glass           | (sezonul 1)                                            |
| 2020      | DuckTales                                         | Witch Hazel (voce)     | Episodul: "The Trickening!"                            |
| 2022      | Dancing with the Stars                            | ea însăși              | concurentă                                             |

## Premii și nominalizări
| An   | Premii                     | Rezultate    | Categorie                           | Titlu                                                         | Note | Ref    |
| ---- | -------------------------- | ------------ | ----------------------------------- | ------------------------------------------------------------- | ---- | ------ |
| 1999 | Premiile Teen Choice       | Nominalizare | Choice TV: Breakout Star            | Zoe, Duncan, Jack and Jane                                    |      |        |
| 2000 | Premiile MTV Movie & TV    | Nominalizare | Breakthrough Female Performance     | Cruel Intentions                                              |      |        |
| 2000 | Premiile MTV Movie & TV    | Câștigat     | Best Kiss                           | Cruel Intentions (Shared with Sarah Michelle Gellar)          |      |        |
| 2000 | Young Hollywood Awards     | Câștigat     | Exciting New Face – Female          | Exciting New Face – Female                                    |      |        |
| 2002 | Premiile Teen Choice       | Nominalizare | Choice Movie: Actress Comedy        | The Sweetest Thing                                            |      |        |
| 2002 | Young Hollywood Awards     | Câștigat     | Next Generation                     | Next Generation                                               |      |        |
| 2003 | DVD Exclusive Awards       | Nominalizare | cea mai bună actriță                | Highway                                                       |      |        |
| 2005 | Premiile Fangoria Chainsaw | Nominalizare | cea mai bună actriță                | Hellboy: Eroul scăpat din infern                              |      |        |
| 2008 | Premiile Scream            | Nominalizare | cea mai bună actriță                | Hellboy și Armata de Aur                                      |      |        |
| 2011 | Premiile Grammy            | Nominalizare | Best Spoken Word Album for Children | Anne Frank: The Diary of a Young Girl: The Definitive Edition |      |        |
| 2015 | Operation Smile            | Câștigat     | Premiile Universal Smile            | Premiile Universal Smile                                      |      |        |
| 2021 | Premiile Media Access      | Câștigat     |                                     |                                                               |      | [ 77 ] |
| 2022 | People's Choice Award      | Câștigat     | concurentă în competiție            | Dancing with the Stars                                        |      | [ 78 ] |
| 2022 | 100 Women (BBC)            | Nominalizare | Actriță                             |                                                               |      |        |